# Dongchimi
El dongchimi es un tipo de kimchi consistente en daikon, baechu (배추, calabaza china), cebolleta, pimiento chile verde fermentado, jengibre, bae (배, pera coreana) y salmuera aguada en la gastronomía de Corea. Como sugiere el nombre dong (동, literalmente ‘invierno’) y chimi (치미, un término antiguo para kimchi), este kimchi se consume tradicionalmente durante la época invernal.
El dongchimi se deja fermentar como muchas otras variedades de kimchi, pero su periodo de maduración es relativamente corto (2-3 días). Los coreanos hacen a veces dongchimi justo antes de que llegue el gimjangcheol (김장철, la época en la que se prepara kimchi para el invierno, normalmente a finales del otoño). Ibuk jibang (이북지방, alusivo a Hamgyong, Pyongan en Corea del Norte) es especialmente famoso por su dongchimi.
Con su salmuera fresca y clara, el dongchimi se usa como una sopa para preparar dongchimi guksu (동치미국수, sopa de fideos fría coreana hecha con dongchimi) y naengmyeon (냉면, sopa de fideos fría coreana), o se sirve cuando la gente toma tteok (떡, pastel de arroz coreano) o batata cocida.

## Ingredientes
El rábano es el ingrediente más importante del dongchimi. También se usan pimientos rojos, pero el dongchimi tiene un sabor menos picante que otros tipos de kimchi. También puede incluir hojas de mostaza, ajo, jengibre y puerro, además de otros ingredientes salados.

## Tipos
- Juksun dongchimi (죽순동치미), que incluye hojas de bambú como ingrediente principal. Las hojas modifican el sabor, haciéndolo más fresco. También se conserva durante mucho más tiempo que otras variedades.[4] Esta variedad de dongchimi fermenta más despacio que otras, por lo que resulta menos salada. Es una especialidad local de Jeolla del Sur.
- Dongchimi rojo, parecida a las demás variedades, pero su líquido es rojo (por añadírsele jugo de kimchi) en vez de transparente. Requiere mucho más tiempo para madurar, por lo que alguna gente la prepara por primera vez durante la temporada gimjang.
- Baechu dongchimi (배추동치미), que tiene como peculiaridad la salmuera para encurtir y el repollo. Además se le añade sopa de alga hecha con alga, gamba, cebolla, anchoa seca y ajo. La sopa se enfría antes de fermentar. También contiene rábano pero picado en trozos pequeños.[5]